# Hooksett (hrabstwo Merrimack)
Hooksett – jednostka osadnicza w Stanach Zjednoczonych, w stanie New Hampshire, w hrabstwie Merrimack.